# Prototheora geniculata
Prototheora geniculata is een vlinder uit de familie Prototheoridae. De wetenschappelijke naam van deze soort is voor het eerst geldig gepubliceerd in 1996 door Davis.
De soort komt voor in tropisch Afrika.